# Wschód heliakalny
Wschód heliakalny (z gr. Hḗlios Słońce) – moment, gdy dany obiekt astronomiczny (gwiazda, planeta lub księżyc) staje się po raz pierwszy widoczny na wschodzie o świcie, po okresie gdy był zakryty przez horyzont lub niewidoczny z powodu jasno świecącego Słońca.
Po swoim wschodzie heliakalnym każdego następnego dnia gwiazda pojawia się nieco wcześniej i widoczna jest przez dłuższy okres zanim jej światło przestanie być widoczne (Słońce przesuwa się na wschód względem gwiazd po ekliptyce). W końcu gwiazda przestaje być widoczna na niebie o świcie, gdyż znika pod zachodnim horyzontem – jest to zachód heliakalny. Po około roku astronomicznym gwiazda będzie miała ponownie swój wschód heliakalny.
Nie wszystkie gwiazdy mają wschód heliakalny – w zależności od położenia obserwatora na Ziemi niektóre widoczne są bez przerwy ponad horyzontem o świcie, zanim ich światło nie przestanie być widoczne z powodu jasności Słońca.
Gwiazdozbiory z gwiazdami mającymi wschody heliakalne były wykorzystywane w starożytności do budowy kalendarzy i rachuby czasu. W starożytnym Egipcie początek roku astronomicznego przypadał na heliakalny wschód Syriusza i zbiegał się raz na 1460 lat (okres sotisowy) z początkiem przyboru wód Nilu, czyli początkiem roku kalendarzowego (datowanie sotisowe).
Heliakalne wschody gwiazd wykorzystywane były również przez Sumerów, Babilończyków i Greków jako sygnał do rozpoczęcia określonych prac rolnych.